# Чкаловский сельский округ
Чкаловский сельский округ (каз. Чкалов ауылдық округі) — административная единица в составе Тайыншинского района Северо-Казахстанской области Казахстана. Административный центр — село Чкалово.
Население — 4969 человек (2009, 5876 в 1999, 8076 в 1989).

## История
Чкаловский сельский совет образован решением Карагандинского облисполкома от 26 октября 1934 года. 24 декабря 1993 года решением главы Кокчетавской областной администрации образован Чкаловский сельский округ.
7 апреля 1997 года в состав сельского округа была включена часть территории ликвидированного Петровского сельского совета (сёла Петровка, Алаколь). Село Алаколь было ликвидировано 16 ноября 1998 года.

## Состав
В состав округа входят такие населенные пункты:
| Населенный пункт    | Население, человек (1989) | Население, человек (1999) | Население, человек (2009) |
| ------------------- | ------------------------- | ------------------------- | ------------------------- |
| Алаколь, село       | 26                        | -                         | -                         |
| Новоберёзовка, село | 565                       | 308                       | 190                       |
| Петровка, село      | 1994                      | 1547                      | 1505                      |
| Чкалово, село       | 5491                      | 4021                      | 3274                      |